# Kis Zita
Kis Zita, Kis Bérces Zita (Kistelek, 1967. július 11. –) válogatott magyar labdarúgó, csatár, ultrafutó. Az év női ultrafutója (2008).

## Pályafutása
Alsócsengelén nevelkedett. A Szeged csapatában kezdte a labdarúgást, majd Budapesten a Femina együttesében folytatta, ahol három bajnok címet nyert (1990–91, 1995–96, 1996–97). 1987-ben egy alkalommal szerepelt a válogatottban.
A 2000-es években hosszútávfutó lett. 2008-ban ultramaratonistaként sikeres évet zárt és az év női ultrafutójának választották.

## Sikerei, díjai

### Labdarúgóként
- Magyar bajnokság
  - bajnok (3): 1990–91, 1995–96, 1996–97
  - 2.: 1994–95

### Hosszútávfutóként
- az év női ultrafutója (2008)[2]
- Balaton Szupermaraton (195 km 4 szakaszban)
  - győztes: 2008
- Tisza-tó Szupermaraton
  - győztes: 2008 (abszolút győztes is)
- Országos bajnokság (12 órás)
  - győztes: 2008
- Budapest Nemzetközi Maraton
  - OB 3.: 2008

## Statisztika

### Mérkőzése a válogatottban
| Magyarország | Magyarország         | Magyarország | Magyarország | Magyarország | Magyarország | Magyarország | Magyarország | Magyarország |
| #            | Dátum                | Helyszín     | Hazai        | Eredmény     | Vendég       | Kiírás       | Gólok        | Esemény      |
| ------------ | -------------------- | ------------ | ------------ | ------------ | ------------ | ------------ | ------------ | ------------ |
| 1.           | 1987. szeptember 26. | Szófia       | Bulgária     | 0 – 0        | Magyarország | barátságos   | -            | lecserélve   |
|              | Összesen             |              |              | 1            | mérkőzés     |              | 0            | gól          |